# How You Feel
„How You Feel” – piosenka amerykańskiego rapera Trippie Redda. Utwór wydany jako singel z jego debiutanckiego albumu studyjnego Life’s a Trip.

## Tło
„How You Feel” to gitarowy utwór, który pokazuje zainteresowanie Trippiego Redda muzyką rockową, a także wykorzystanie przez niego czystego śpiewu, zamiast jego zwykłego, ''brudnego'' wokalnego stylu rapowania.
Singel zawiera interpolację gitary z utworu „Baby Hold On” Eddiego Moneya.